# Доца
Доца (итал. Dozza) је насеље у Италији у округу Болоња, региону Емилија-Ромања.
Према процени из 2011. у насељу је живело 1142 становника. Насеље се налази на надморској висини од 159 м.

## Становништво
| 1951. | 1961. | 1971. | 1981. | 1991. | 2001. | 2011. |
| ----- | ----- | ----- | ----- | ----- | ----- | ----- |
| 3.115 | 2.789 | 2.751 | 4.043 | 4.943 | 5.629 | 6.440 |